# جامعة ولاية كارولينا الشمالية إيه آند تي
جامعة ولاية كارولينا الشمالية الزراعية والتقنية (تُعرف أيضًا باسم جامعة ولاية كارولينا الشمالية أيه آند تي، أو ببساطة أيه آند تي)  هي جامعة أبحاث عامة، كانت للسود في جرينسبورو بولاية نورث كارولينا، وهي مؤسسة مكونة لنظام جامعة نورث كارولينا، أسستها الجمعية العامة لولاية نورث كارولينا في 9 مارس 1891، باسم "الكلية الزراعية والميكانيكية للعرق الملون - (بالإنجليزية: Agricultural and Mechanical College for the Colored Race)‏"، وهي ثاني كُلية أُسست بموجب أحكام «قانون موريل لعام 1890»، وتُعتبر أول جامعة للأشخاص الملونين في ولاية كارولينا الشمالية،  وقدمت الكلية في بدايتها دروسًا في الزراعة واللغة الإنجليزية والبستنة والرياضيات،  وفي عام 1967 قررت الجمعية العامة لولاية نورث كارولينا، تغييرها إلى «جامعة إقليمية» وأعادت تسميتها بجامعة ولاية كارولينا الشمالية الزراعية والتقنية.

## روابط خارجية
- الموقع الرسمي
- موقع NCAT لألعاب القوى